# Diariobernabeu.com
diariobernabeu.com fue una página web española, creada en enero de 2014 y editada en castellano.

## Descripción
El 29 de marzo de 2017, eldiario.es publicó que se trataba de un medio al servicio de Florentino Pérez y el Real Madrid, describiéndolo además como un «falso diario digital». Alejandro de Pedro, conseguidor de la trama Púnica, habría creado diariobernabeu.com con el dinero del contrato de reputación en redes sociales que su empresa firmó con el Real Madrid.
El medio digital se habría usado, según eldiario.es, para presionar al entrenador con las alineaciones, intentar acallar noticias negativas o criticar a los árbitros y a rivales como Ramón Calderón.